# دمیتری دروین
دمیتری دروین (روسی: Дмитрий Николаевич Древин؛ زادهٔ ۱۰ ژانویهٔ ۱۹۸۲) ژیمناست هنری اهل روسیه است.